# رناتو اولیویری
رناتو اولیویری (به ایتالیایی: Renato Olivieri)؛ (۴ اوت ۱۹۲۵ – ۸ فوریه ۲۰۱۳) رمان‌نویس و روزنامه‌نگار ایتالیایی بود.
اولیویری که در سال ۱۹۲۵ در سانگوینتو، ورونا به دنیا آمد، دوران کودکی خود را در تورین گذراند و در ۱۴ سالگی به میلان نقل مکان کرد و تا زمان مرگش در سال ۲۰۱۳ در آنجا زندگی کرد. او که یک روزنامه‌نگار حرفه‌ای بود، چندین مجله موندادوری را سردبیری کرد. او به عنوان نویسنده در سال ۱۹۷۸ با رمان جالو-هاردبویلد ایل کاسو کودرا ( پرونده کودرا) کارش را شروع کرد. شخصیت اصلی رمان، بازرس آمبروزیو، در مدت کوتاهی به یکی از مشهورترین کارآگاهان ادبیات ایتالیا تبدیل شد، و در مجموع ۱۵ رمان دربارهٔ تحقیقات او توسط اولیویری بین سال‌های ۱۹۷۸ و ۱۹۹۸ نوشته شد. فیلمی بر اساس همین شخصیت به نام «روزهای بازرس آمبروزیو» در سال ۱۹۸۸ روی اکران رفت و اوگو توگنازی نقش اصلی را بر عهده داشت.